# 관음전
관음전(觀音殿)은 관세음보살을 본존으로 두는 사찰의 건물을 말한다. 사찰에 따라서는 원통전(圓通殿) 또는 보타전(寶陀殿) 등의 여러 이름으로 부르기도 한다.
보타전이라는 단어는 관세음보살이 인도의 "포탈라카산"에 머물고 있다해서, 중국에서 "포탈라카"를 "보타락가(普陀落迦)"로 음차했고 이에서 따온 이름이 보타전이다.

## 관음전 외부 사진

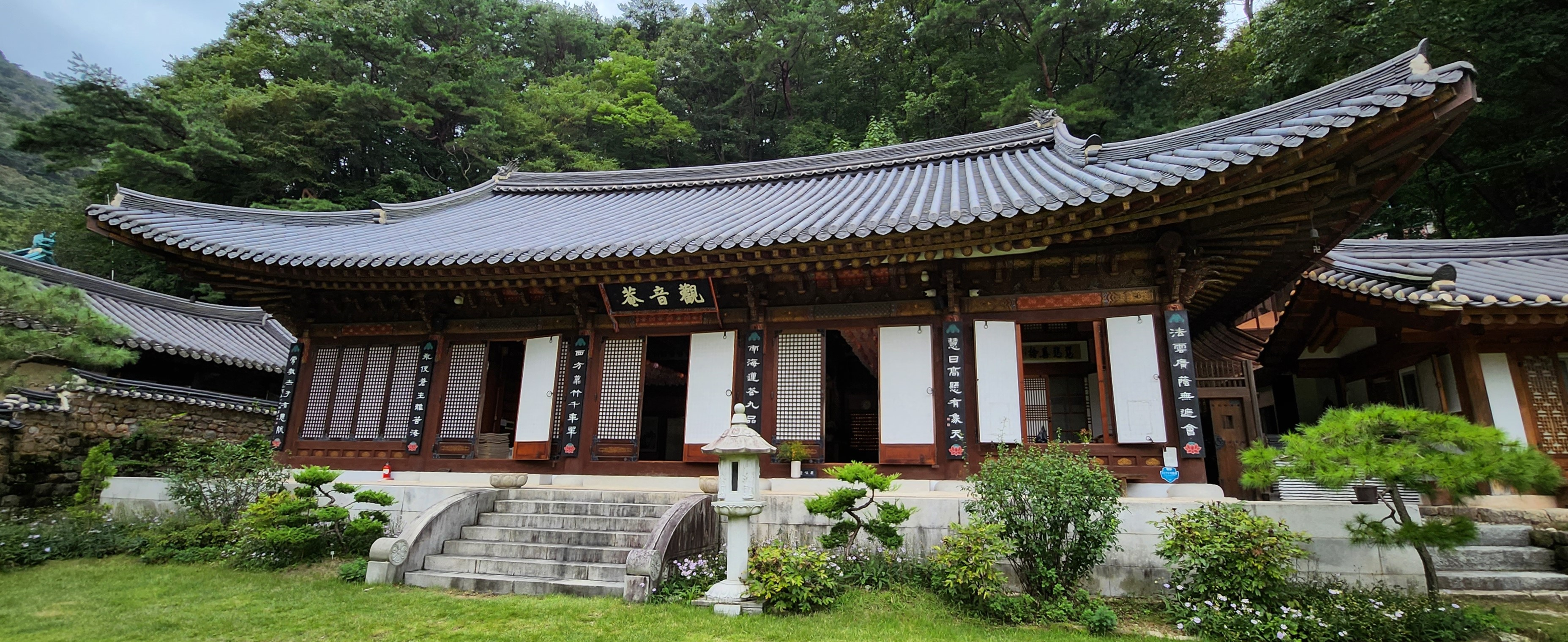
충청남도 공주시 동학사 관음전 외부
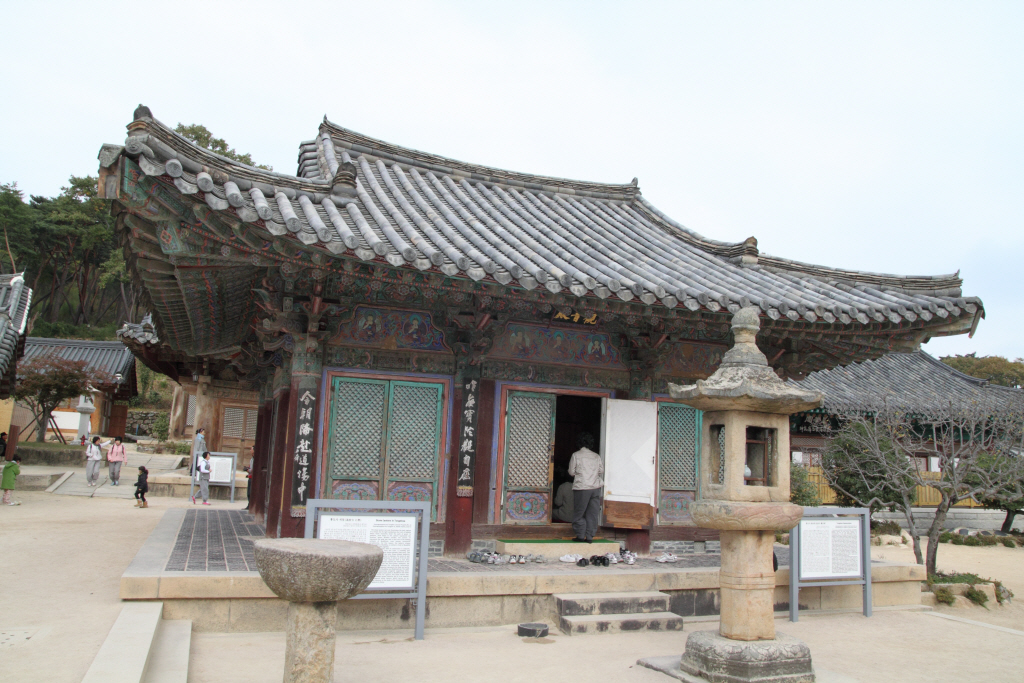
경상남도 양산시 통도사 관음전 외부
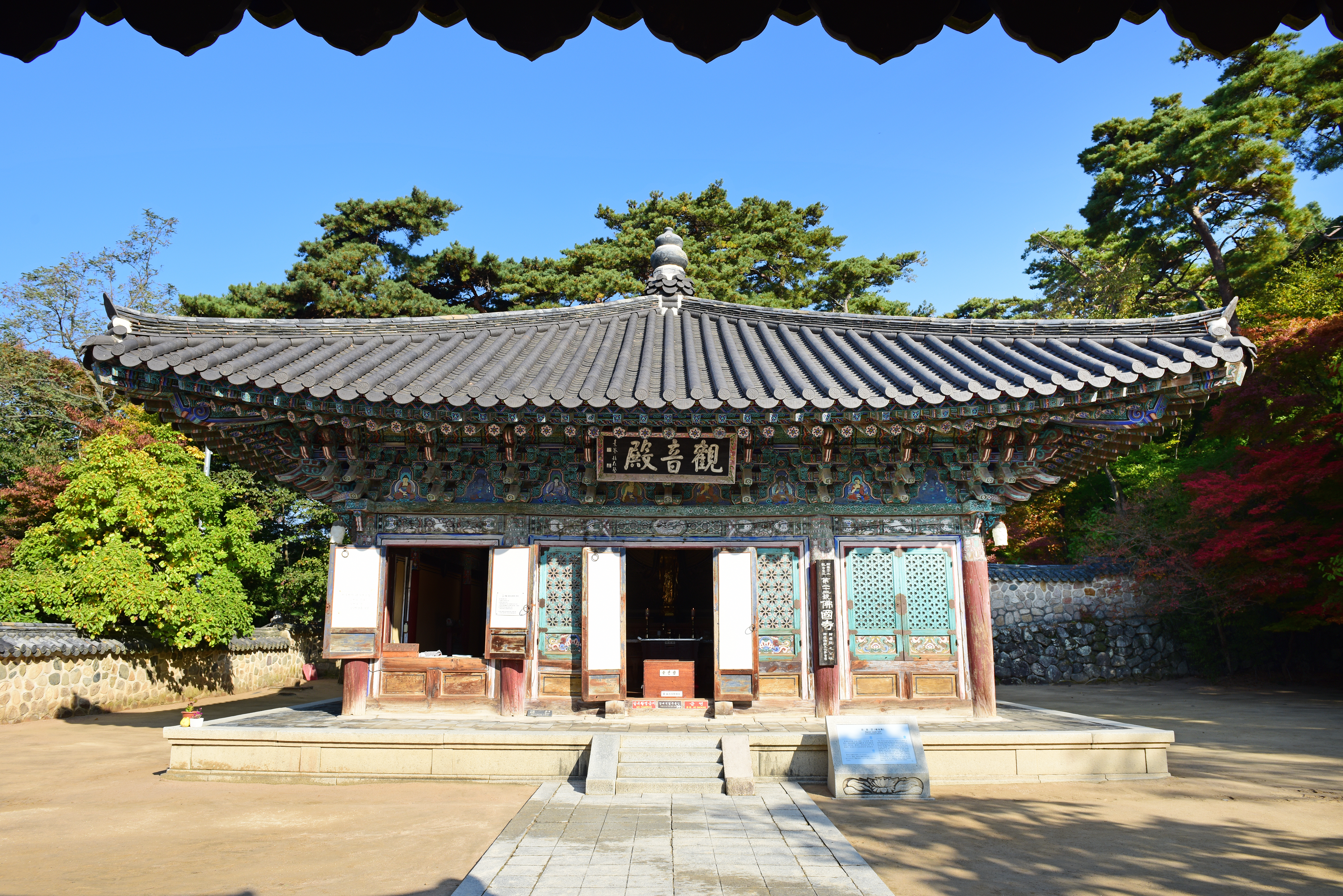
경상북도 경주시 불국사 관음전 외부
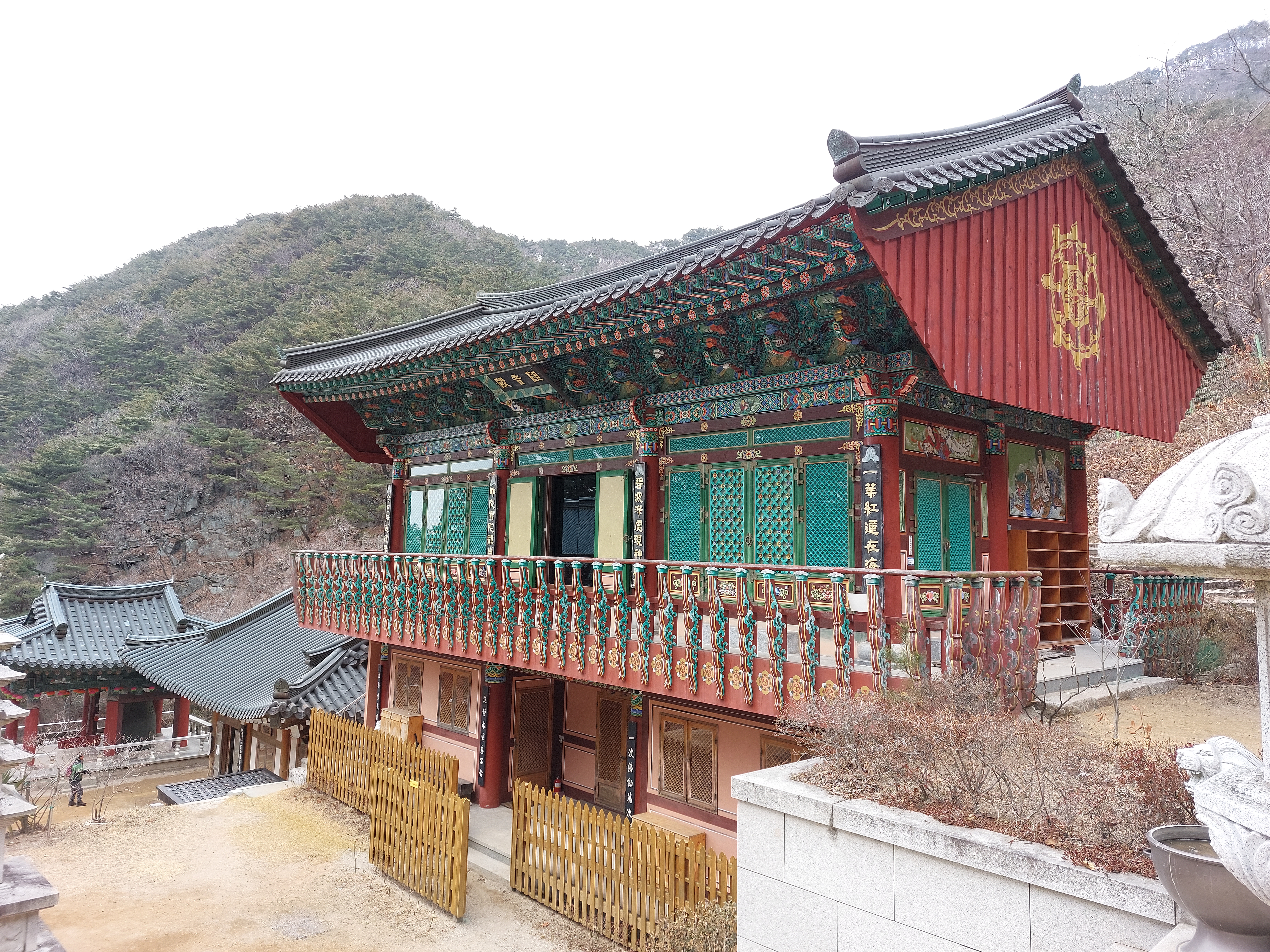
대구광역시 팔공산 관암사 관음전 외부
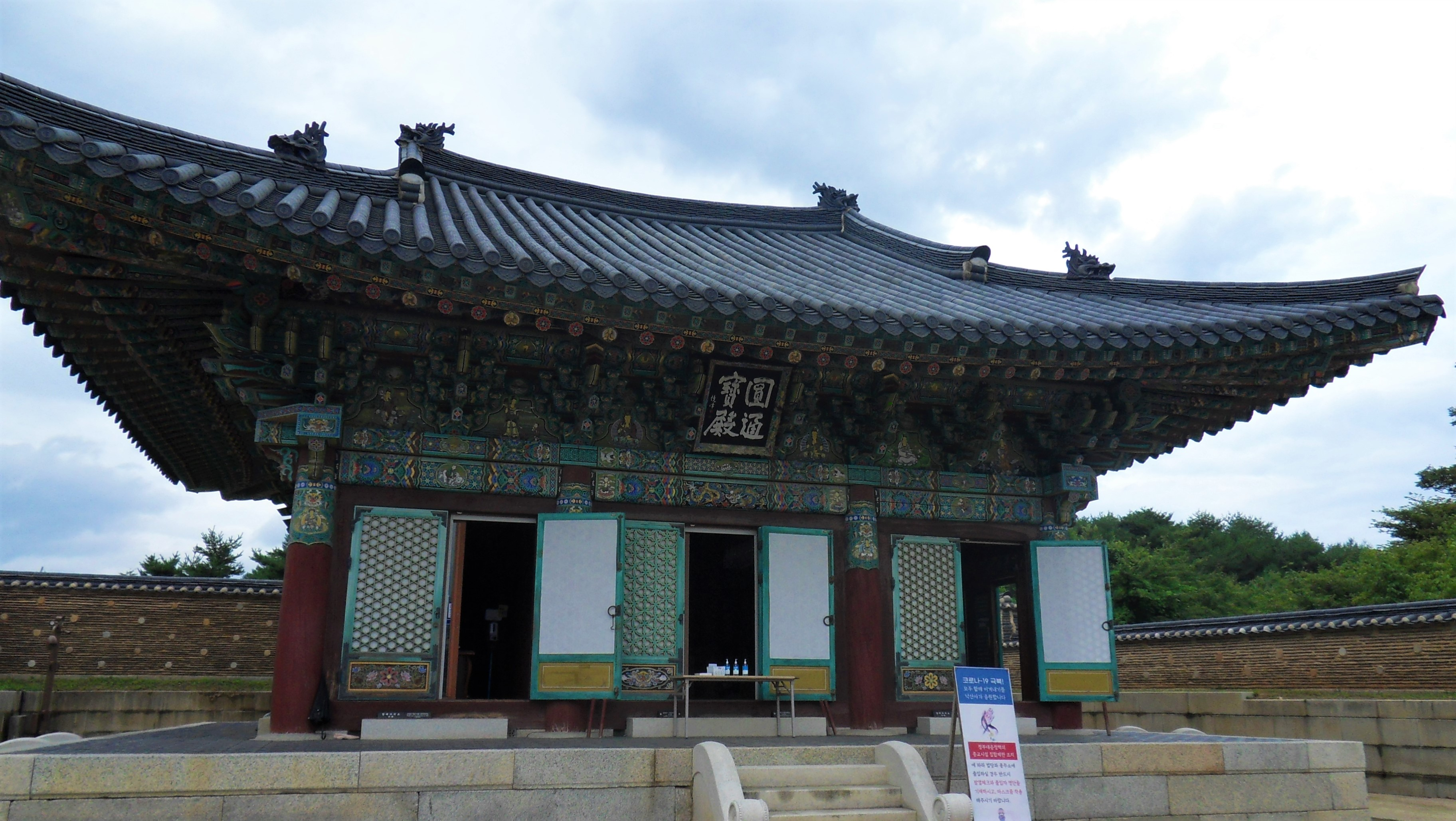
강원도 양양군 낙산사 보타전 외부
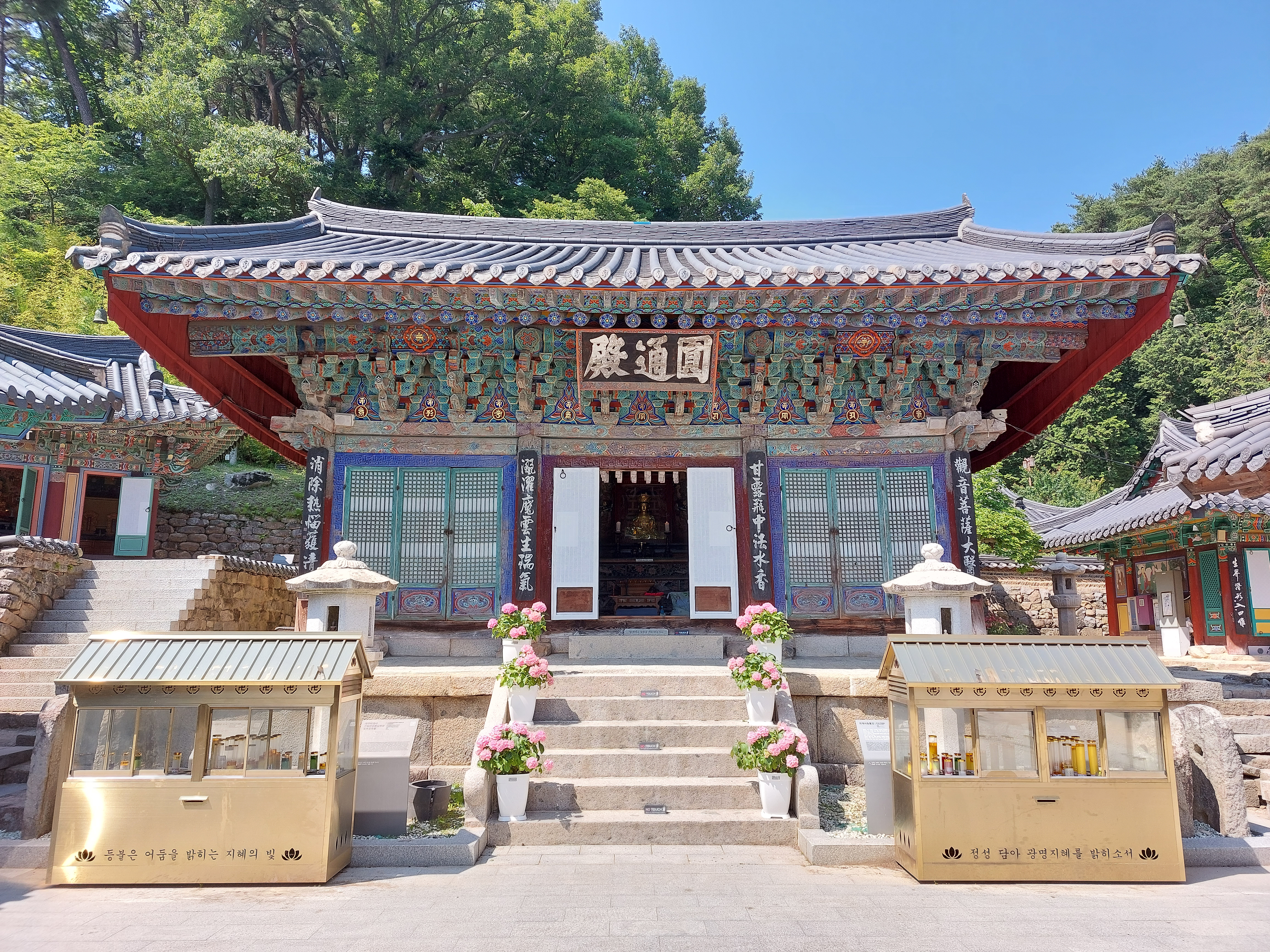
대구광역시 팔공산 파계사 원통전 외부

## 관음전 내부 사진

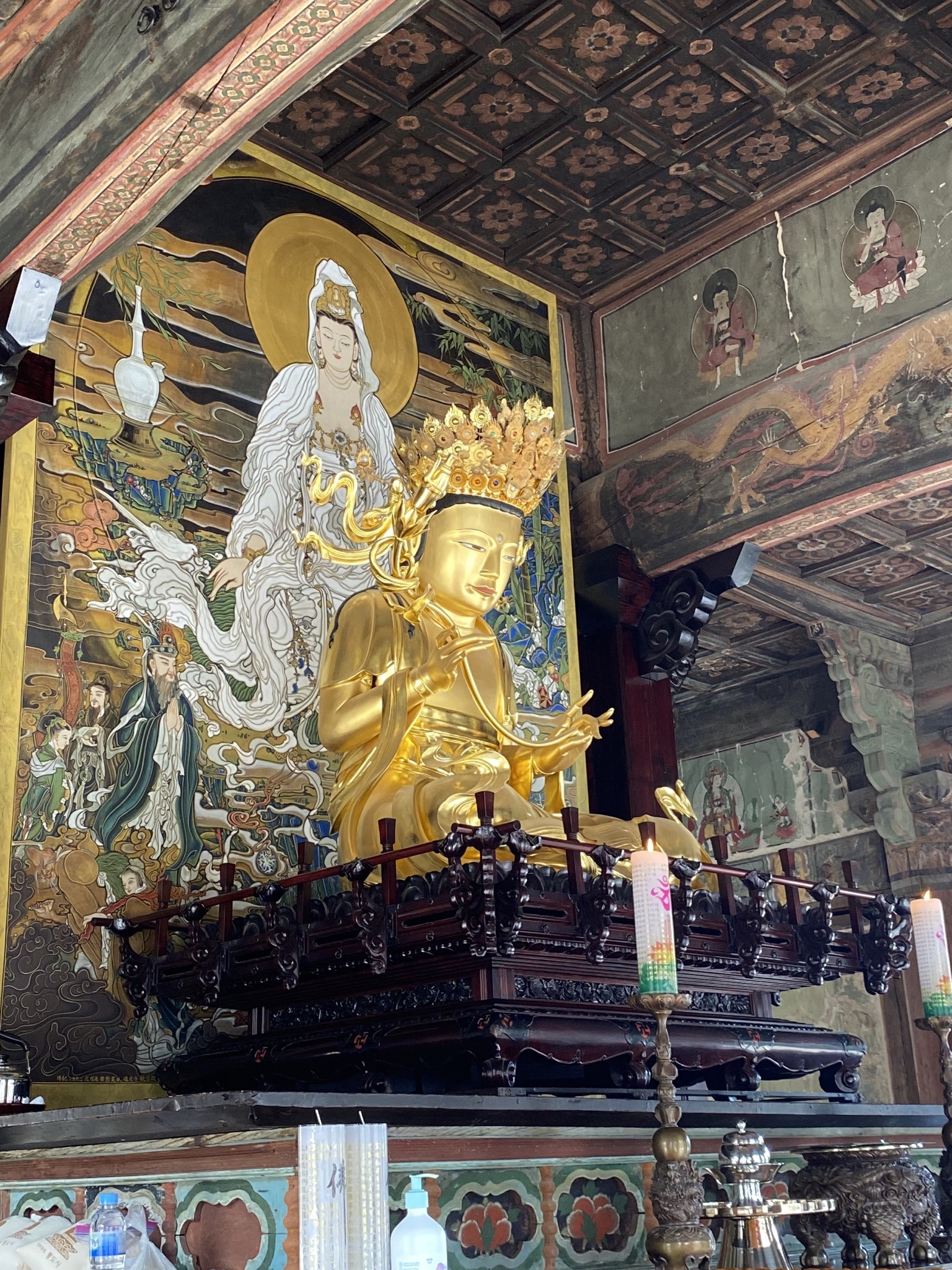
경상남도 양산시 통도사 관음전 내부
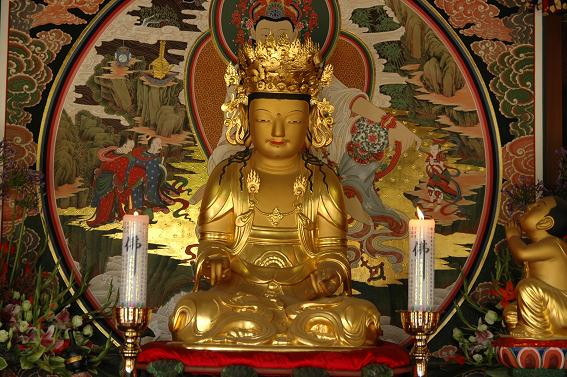
부산광역시 범어사 관음전 내부
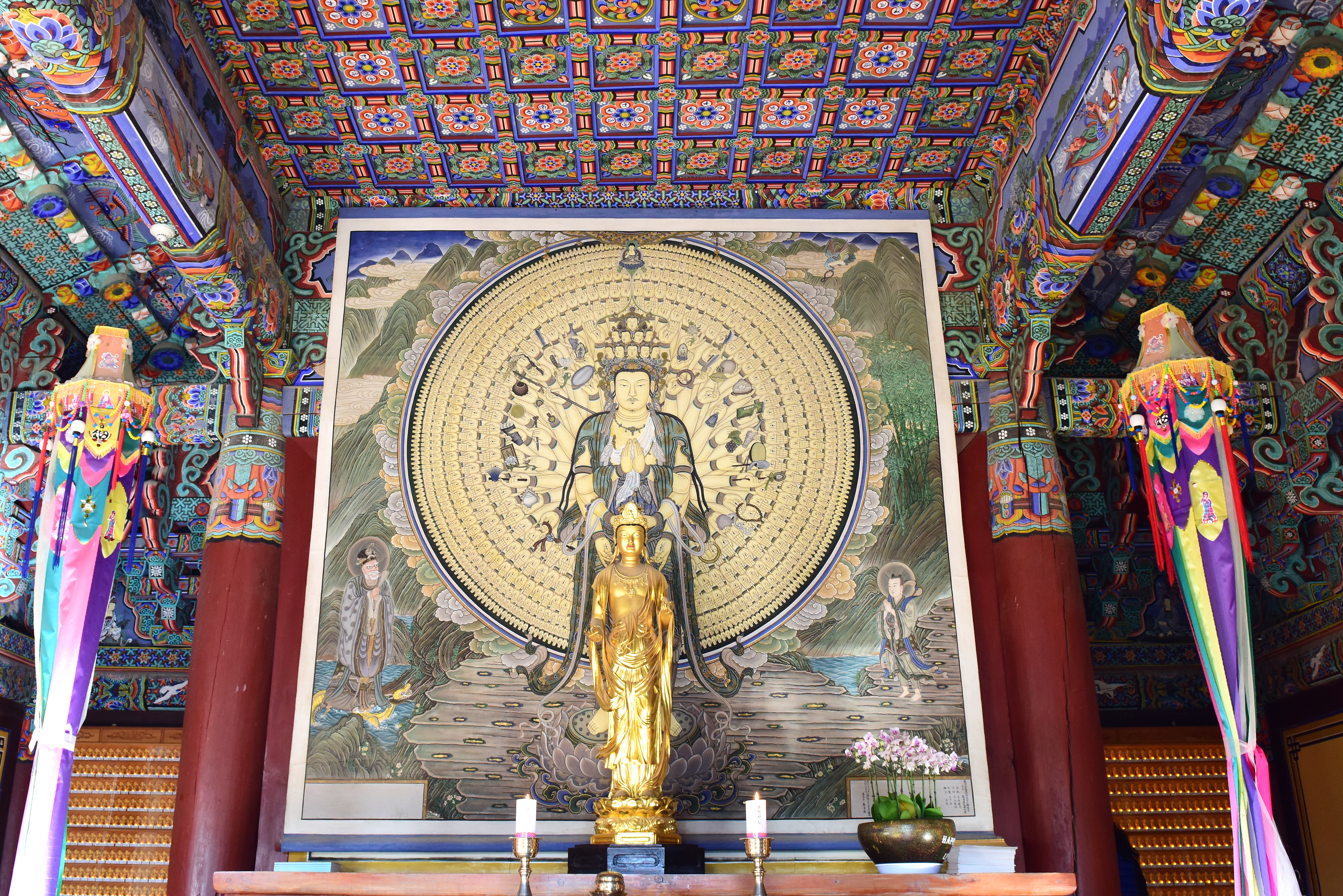
경상북도 경주시 불국사 관음전 내부
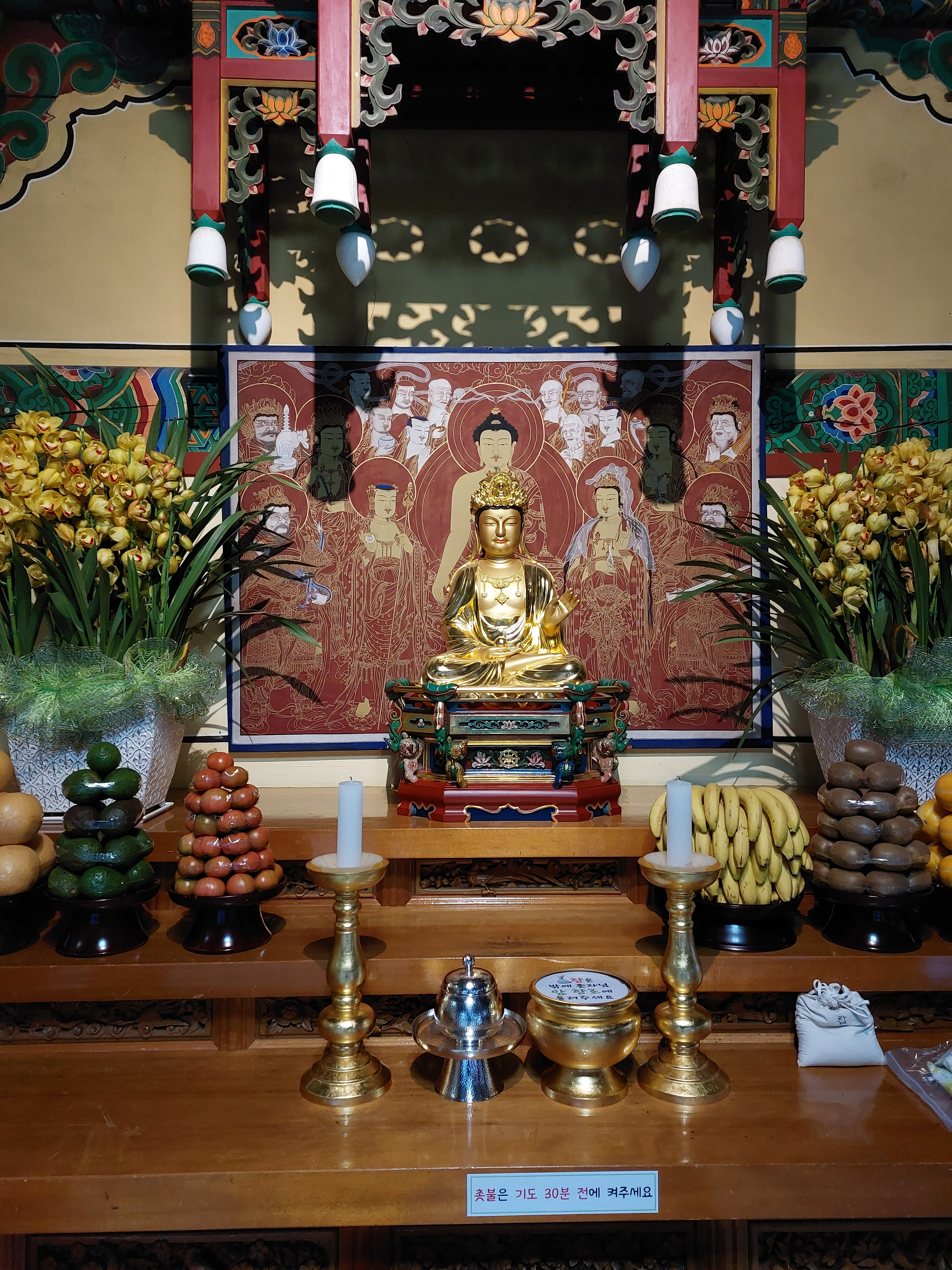
경상북도 청도군 운문사 사리암 관음전 내부
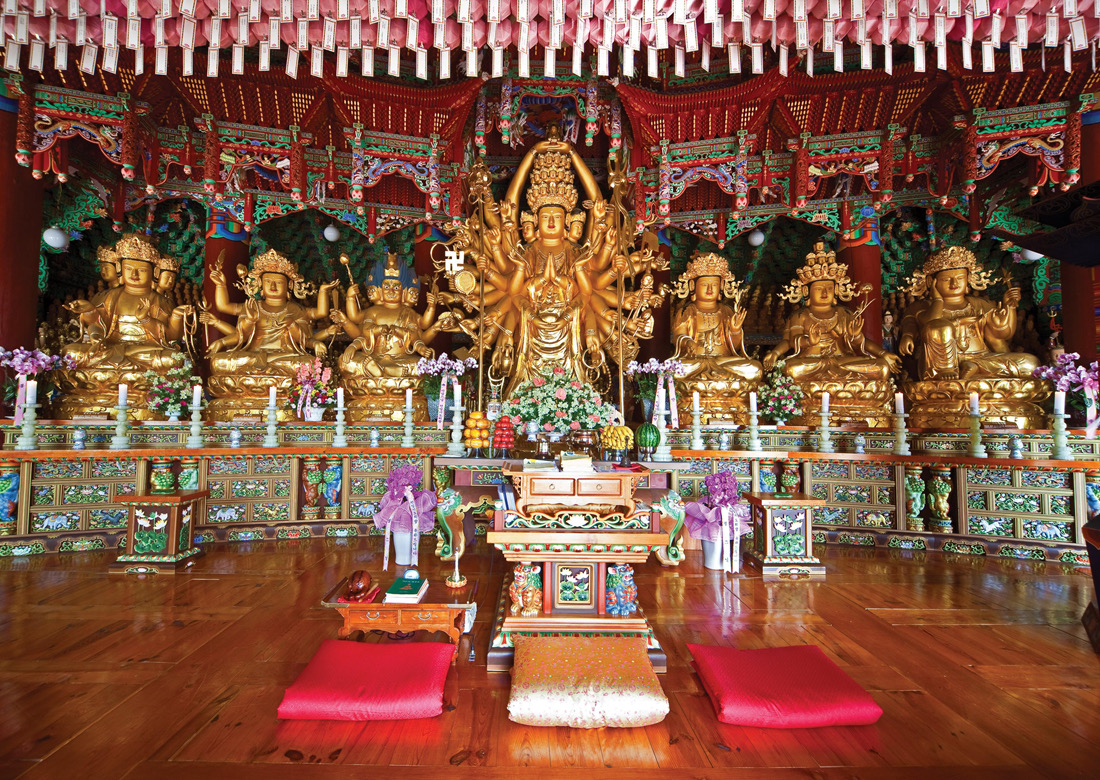
강원도 양양군 낙산사 보타전 내부

## 같이 보기
- 제목에 "관음전" 항목을 포함한 모든 문서
- 제목에 "원통전" 항목을 포함한 모든 문서
- 제목에 "원통보전" 항목을 포함한 모든 문서
- 제목에 "보타전" 항목을 포함한 모든 문서